# Pekan Hilisimaetano
Pekan Hilisimaetano is een bestuurslaag in het regentschap Nias Selatan van de provincie Noord-Sumatra, Indonesië. Pekan Hilisimaetano telt 690 inwoners (volkstelling 2010).